# Венко Поромански
Венко Йорданов Поромански е български музикант, барабанист на група Фондацията.
Роден е в Кипър, след което живее известно време в Германия. Започва да свири на ударни и перкусионни инструменти на 10-годишна възраст. През 1984 г. продължава обучението си в България при различни преподаватели по ксилофон, вибрафон и комплект барабани. През 1993 г. постъпва в Държавната музикална академия, отдел „Поп и джаз“ и я завършва през 1998 г.. Като студент свири активно в различни рок и джаз формации. През 1995 г. печели конкурса за барабанист на БНР и започва работа в Биг Бенда на БНР.
В периода 1999 – 2000 е в телевизионното шоу „Как ще ги стигнем ... с Тодор Колев“ и „Георги Борисов Брас Бенд“ към Столична Община.
Работи с известни български изпълнители и творци – Атлас, Джеронимо, Симеон Щерев и Камелия Тодорова. През лятото на 2000 г. заедно с други трима музиканти основава група „Те“, една от най-успешните български поп групи, която има издадени три албума, десет видеосингъла и DVD от концертно изпълнение. Група „ТЕ“ е носител на Първа награда на Международния Медиен Фестивал „Албена“ в раздел „Концерти“ за реализацията на „TE Unplugged“ DVD. От своето създаване до 2007 г. групата в основния си състав е реализирала над двадесет национални турнета и като член на групата Венко Поромански има над 20 номинации и награди в различни национални конкурси и класации. През 2003 година става преподавател в НБУ, департамент Музика. През 2006 година става магистър, специалност Тонрежисура, а през 2008 г. участва като барабанист в бенда на телевизионното музикално шоу „Music Idol 2“. От 2009 – 2010 г. е барабанист на третия сезон на „Music Idol“. Записва концертно DVD с Джон Лорд от Дийп Пърпъл. От 2013 г. е член на супергрупата „Фондацията“, с която реализират турнета както в България, така и за българските общности по света. През 2016 година защитава докторска степен, специалност Музикознание. От 2017 г. е преподавател в Националната Музикална Академия в София.